# Paroruza subductata
Paroruza subductata är en fjärilsart som beskrevs av Walker 1861. Paroruza subductata ingår i släktet Paroruza och familjen nattflyn. Inga underarter finns listade i Catalogue of Life.